# Gare de Shanghai-Hongqiao
La gare de Shanghai-Hongqiao (en chinois : 虹桥火车站) est une gare ferroviaire chinoise, de la LGV Pékin - Shanghai et l'une des principales gares de Shanghai.

## Service des voyageurs

### Desserte
des trains à grande vitesse en direction notamment de :
- Pékin, LGV Pékin - Shanghai, notamment via Nankin et Tianjin, première ligne à utiliser le train Fuxing (复兴号).
- Gare de Hangzhou (LGV Shanghai - Hangzhou)
- gare de Wenzhou-Sud
- gare de Kunming-Sud (LGV Shanghai - Kunming)

### Intermodalité
La gare est desservie par le métro de Shanghai, ligne 2, ligne 10 et ligne 17. La ligne 2 permet notamment le lien avec l'aéroport international de Shanghai-Pudong, le temps de parcours étant d'environ deux heures. Depuis le 27 décembre 2024, l'Airport Link Line permet également de se rendre à l'aéroport de Pudong en 39 minutes (gare de départ située au terminal 2 de l'Aéroport international de Shanghai Hongqiao). Sa proximité avec l'Aéroport de Hongqiao permet une modalité facilité avec les vols commerciaux intérieurs.